# Twelve Nights in Hollywood
Twelve Nights in Hollywood (с англ. — «Двенадцать ночей в Голливуде») — концертный альбом американской джазовой певицы Эллы Фицджеральд, записанный во время её выступлений в клубе Crescendo в Голливуде в период с 11 мая 1961 по 30 июня 1962 года. Пластинка была выпущена в четырёхдисковом формате лишь в 2009 году на лейбле Verve Records под студийными номерами Verve B0014022-2 и Verve B0014394-2.

## Список композиций
| №                   | Название                                                        | Текст песни          | Музыка                      | Длительность |
| ------------------- | --------------------------------------------------------------- | -------------------- | --------------------------- | ------------ |
| 1.                  | Без названия (Introduction)                                     |                      |                             | 0:48         |
| 2.                  | «Lover Come Back to Me»                                         | Оскар Хаммерстайн II | Зигмунд Ромберг             | 1:55         |
| 3.                  | «Too Close for Comfort»                                         | Джордж Вайс          | Джерри Бок                  | 2:39         |
| 4.                  | «Little White Lies»                                             | Уолтер Дональдсон    | Уолтер Дональдсон           | 3:01         |
| 5.                  | «On the Sunny Side of the Street»                               | Дороти Филдс         | Джимми Макхью               | 2:49         |
| 6.                  | «Ac-Cent-Tchu-Ate the Positive»                                 | Джонни Мёрсер        | Гарольд Арлен               | 2:53         |
| 7.                  | «Baby, Won’t You Please Come Home»                              | Чальз Уорфилд        | Кларенс Уильямс             | 3:47         |
| 8.                  | «I Found a New Baby»                                            | Джек Палмер          | Кларенс Уильямс             | 2:28         |
| 9.                  | «On a Slow Boat to China»                                       | Фрэнк Лоссер         | Фрэнк Лоссер                | 2:25         |
| 10.                 | «My Heart Belongs to Daddy»                                     | Коул Портер          | Коул Портер                 | 3:15         |
| 11.                 | «Perdido»                                                       | Эрвин Дрейк          | Хуан Тизол                  | 6:52         |
| 12.                 | «I’ve Got a Crush on You»                                       | Айра Гершвин         | Джордж Гершвин              | 2:23         |
| 13.                 | «But Not for Me»                                                | Айра Гершвин         | Джордж Гершвин              | 2:10         |
| 14.                 | «You Brought a New Kind of Love to Me»                          | Ирвинг Кахаль        | Сэмми Фэйн                  | 3:03         |
| 15.                 | «Across the Alley from the Alamo»                               | Джо Грин             | Джо Грин                    | 2:00         |
| 16.                 | «I’m Glad There Is You»                                         | Пол Мерц             | Джимми Дорси                | 3:15         |
| 17.                 | «’Round Midnight»                                               | Берни Ханиген        | Телониус Монк, Кути Уильямс | 3:37         |
| 18.                 | «Take the "A" Train»                                            | Билли Стрэйхорн      | Билли Стрэйхорн             | 6:45         |
| 19.                 | «(If You Can’t Sing It) You’ll Have to Swing It (Mr. Paganini)» | Сэм Кослоу           | Сэм Кослоу                  | 4:10         |
| Общая длительность: | Общая длительность:                                             | Общая длительность:  | Общая длительность:         | 60:15        |

| №                   | Название                                      | Текст песни         | Музыка                    | Длительность |
| ------------------- | --------------------------------------------- | ------------------- | ------------------------- | ------------ |
| 20.                 | «Nice Work If You Can Get It»                 | Айра Гершвин        | Джордж Гершвин            | 2:29         |
| 21.                 | «I Can’t Get Started»                         | Айра Гершвин        | Вернон Дюк                | 3:31         |
| 22.                 | «Give Me the Simple Life»                     | Гарри Руби          | Руби Блум                 | 1:53         |
| 23.                 | «Caravan»                                     | Ирвинг Миллс        | Дюк Эллингтон, Хуан Тизол | 2:05         |
| 24.                 | «One for My Baby (and One More for the Road)» | Джонни Мёрсер       | Гарольд Арлен             | 4:18         |
| 25.                 | «Lorelei»                                     | Айра Гершвин        | Джордж Гершвин            | 3:16         |
| 26.                 | «A-Tisket, A-Tasket»                          | Элла Фицджеральд    | Ван Александр             | 1:54         |
| 27.                 | «Witchcraft»                                  | Кэролайн Лей        | Сай Коулмэн               | 3:04         |
| 28.                 | «Gone with the Wind»                          | Херб Магидсон       | Алли Врубель              | 2:31         |
| 29.                 | «Happiness is a Thing Called Joe»             | Ип Харбург          | Гарольд Арлен             | 3:45         |
| 30.                 | «It’s De-Lovely»                              | Коул Портер         | Коул Портер               | 2:15         |
| 31.                 | «The Lady is a Tramp»                         | Лоренц Харт         | Ричард Роджерс            | 2:41         |
| 32.                 | «That Old Black Magic»                        | Джонни Мёрсер       | Гарольд Арлен             | 3:33         |
| 33.                 | «Lullaby of Birdland»                         | Джордж Дэвид Вайс   | Джордж Ширинг             | 2:08         |
| 34.                 | Без названия (Ella Introduces the Band)       |                     |                           | 0:39         |
| 35.                 | «Imagination»                                 | Джонни Бёрк         | Джимми Ван Хейзен         | 2:41         |
| 36.                 | «Blue Moon»                                   | Лоренц Харт         | Ричард Роджерс            | 3:08         |
| 37.                 | «Joe Williams’ Blues»                         | Элла Фицджеральд    | Элла Фицджеральд          | 7:21         |
| Общая длительность: | Общая длительность:                           | Общая длительность: | Общая длительность:       | 53:12        |

| №                   | Название                                      | Текст песни                   | Музыка                                | Длительность |
| ------------------- | --------------------------------------------- | ----------------------------- | ------------------------------------- | ------------ |
| 38.                 | «The Lady’s in Love with You»                 | Бёртон Лэйн                   | Фрэнк Лоссер                          | 1:39         |
| 39.                 | «Love Is Here to Stay»                        | Айра Гершвин                  | Джордж Гершвин                        | 3:34         |
| 40.                 | «Come Rain or Come Shine»                     | Джонни Мёрсер                 | Гарольд Арлен                         | 3:36         |
| 41.                 | «Anything Goes»                               | Коул Портер                   | Коул Портер                           | 2:26         |
| 42.                 | «This Could Be the Start of Something Big»    | Стив Аллен                    | Стив Аллен                            | 2:25         |
| 43.                 | «Candy»                                       | Мак Дэвид, Джоан Уитни Крамер | Алекс Крамер                          | 5:07         |
| 44.                 | «Little Girl Blue»                            | Лоренц Харт                   | Ричард Роджерс                        | 3:49         |
| 45.                 | «You’re Driving Me Crazy»                     | Уолтер Дональдсон             | Уолтер Дональдсон                     | 3:30         |
| 46.                 | «It’s All Right with Me»                      | Коул Портер                   | Коул Портер                           | 2:33         |
| 47.                 | «Just Squeeze Me (But Please Don’t Tease Me)» | Ли Гейнс                      | Дюк Эллингтон                         | 2:49         |
| 48.                 | «’S Wonderful»                                | Айра Гершвин                  | Джордж Гершвин                        | 2:28         |
| 49.                 | «How High the Moon»                           | Нэнси Гамильтон               | Морган Льюис                          | 6:20         |
| 50.                 | «Deep Purple»                                 | Митчелл Пэриш                 | Питер Дероуз                          | 2:17         |
| 51.                 | «In the Wee Small Hours of the Morning»       | Боб Хиллиард                  | Дэвид Манн                            | 3:33         |
| 52.                 | «Mack the Knife»                              | Бертольт Брехт                | Курт Вайль                            | 3:53         |
| 53.                 | «Exactly Like You»                            | Дороти Филдс                  | Джимми Макхью                         | 4:30         |
| 54.                 | «Rock It for Me»                              | Сью Вернер                    | Кей Вернер                            | 3:35         |
| 55.                 | «Stompin’ at the Savoy»                       | Энди Разаф                    | Бенни Гудмен, Чик Уэбб, Эдгар Сэмпсон | 6:49         |
| 56.                 | «Love for Sale»                               | Коул Портер                   | Коул Портер                           | 4:11         |
| 57.                 | «St. Louis Blues»                             | Уильям Хэнди                  | Уильям Хэнди                          | 6:05         |
| Общая длительность: | Общая длительность:                           | Общая длительность:           | Общая длительность:                   | 75:09        |

| №                   | Название                             | Текст песни         | Музыка                           | Длительность |
| ------------------- | ------------------------------------ | ------------------- | -------------------------------- | ------------ |
| 58.                 | «All of Me»                          | Гарольд Маркс       | Сеймур Симонс                    | 3:15         |
| 59.                 | «Hard Hearted Hannah»                | Джек Йеллен         | Милтон Эйгер                     | 2:38         |
| 60.                 | «Broadway»                           | Билли Бёрд          | Тэдди Макрей                     | 2:46         |
| 61.                 | «My Kind of Boy»                     | Лесли Брикасс       | Лесли Брикасс                    | 2:42         |
| 62.                 | «It Had To Be You»                   | Гас Кан             | Ишам Джонс                       | 3:56         |
| 63.                 | «C’est Magnifique»                   | Коул Портер         | Коул Портер                      | 3:28         |
| 64.                 | «How Long Has This Been Going On?»   | Айра Гершвин        | Джордж Гершвин                   | 2:49         |
| 65.                 | «When Your Lover Has Gone»           | Эйнар Аарон Сван    | Эйнар Аарон Сван                 | 2:10         |
| 66.                 | «Taking a Chance On Love»            | Джон Латуш          | Вернон Дюк                       | 2:23         |
| 67.                 | «Good Morning Heartache»             | Ирен Хиггинботам    | Эрвин Дрейк                      | 4:24         |
| 68.                 | «Clap Hands! Here Comes Charley!»    | Билли Роуз          | Баллард Макдональд, Джозеф Мейер | 3:23         |
| 69.                 | «Hallelujah I Love Him So»           | Рэй Чарльз          | Рэй Чарльз                       | 2:19         |
| 70.                 | «Angel Eyes»                         | Эрл Брент           | Мэтт Деннис                      | 3:25         |
| 71.                 | «Ol’ Man Mose»                       | Зилнер Рэндольф     | Луи Армстронг                    | 3:13         |
| 72.                 | «Teach Me Tonight»                   | Сэмми Кан           | Джин Де Пол                      | 3:06         |
| 73.                 | «Too Darn Hot/Ella’s Twist» (Medley) | Элла Фицджеральд    | Коул Портер                      | 1:10         |
| 74.                 | «Too Darn Hot»                       | Коул Портер         | Коул Портер                      | 2:41         |
| 75.                 | «Bewitched, Bothered and Bewildered» | Лоренц Харт         | Ричард Роджерс                   | 5:19         |
| 76.                 | «Won’t You Come Home Bill Bailey»    | Хьюи Кэннон         | Хьюи Кэннон                      | 3:41         |
| 77.                 | «Bill Bailey Reprise»                | Хьюи Кэннон         | Хьюи Кэннон                      | 3:32         |
| Общая длительность: | Общая длительность:                  | Общая длительность: | Общая длительность:              | 64:20        |

## Участники записи
Диски 1—3:
- Элла Фицджеральд — вокал.
- Лу Леви — фортепиано.
- Уилфред Мидлбрукс — бас-гитара.
- Гас Джонсон — барабаны.
- Херб Эллис — гитара.

Диск 4:
- Пол Смит — фортепиано.
- Стэн Леви — барабаны.
- Уилфред Мидлбрукс — бас-гитара.